# (34355) Mefford
(34355) Mefford, désignation provisoire 2000 RB20, est un astéroïde de la ceinture principale découvert en 2000.

## Description
(34355) Mefford a été découvert le 1er septembre 2000 à l'observatoire Magdalena Ridge, situé dans le comté de Socorro, au Nouveau-Mexique (États-Unis), par le projet Lincoln Near-Earth Asteroid Research (LINEAR).

### Caractéristiques orbitales
L'orbite de cet astéroïde est caractérisée par un demi-grand axe de 2,73 ua, un périhélie de 2,58 ua, une excentricité de 0,06 et une inclinaison de 4,01° par rapport à l'écliptique. Du fait de ces caractéristiques, à savoir un demi-grand axe compris entre 2 et 3,2 ua et un périhélie supérieur à 1,666 ua, il est classé, selon la JPL Small-Body Database, comme objet de la ceinture principale.

### Caractéristiques physiques
(34355) Mefford a une magnitude absolue (H) de 15,0 et un albédo estimé à 0,255.

## Étymologie
Cet astéroïde est nommé en l'honneur de Lillian Elise Mefford (2004-).